# Rubensova hiša
Rubensova hiša (nizozemsko  Rubenshuis) v Antwerpnu je nekdanji dom in delavnica Petra Paula Rubensa (1577–1640). Zgrajena je bila okoli leta 1610 in je danes muzej njegovega življenja in dela. Stoji v bližini glavne železniške postaje.

## Rubens in Antwerpen
Rubens je bil iz znane družine v Antwerpnu in je skoraj vse svoje odraslo in umetniško dejavno življenje preživel v sodobnem delu mesta, zato ga imajo za "velikega sina mesta".
Njegov oče Jan Rubens je bil svetnik in spoštovani patricij v Antwerpnu. Reformirana družina je zaradi verskega preganjanja v Španski Nizozemski leta 1568 zapustila mesto. Oče je postal svetovalec odvetnik Anne Saške, žene Viljema Oranskega, v Siegnu. V tem času se je rodil sin. Po očetovi smrti se je Peter Pavel, star 10 let, z materjo preselil nazaj v svoj rodni kraj.
Rubens je živel v Antwerpnu vse do svoje smrti leta 1640 s prekinitvijo zaradi dolgega potovanja po Italiji od 1600 do 1608 in nekaj diplomatskih služb v tujini.

## Rubensova hiša, ko je živel v njej
Leto dni po poroki z Isabello Brant leta 1609 je Rubens začel graditi vilo v italijanskem slogu na takratni ulici Vaartstraat (zdaj Wapper, 9–11), ki bila v tistem času na bregovih kanala Herentalse Vaart. Rubens je stavbo zasnoval na podlagi študij italijanske renesančne palačne arhitekture. Osnova je bila Palazzi di Genova, knjiga iz leta 1622, ki jo je napisal in ilustriral Peter Paul Rubens in prikazuje in opisuje palače v Genovi v Italiji na 72 tablicah. Drugi zvezek ima 67 dodatnih ploščic, dodanih v istem letu, in jih navadno najdemo skupaj. Verjetno Rubens ni bil avtor ilustracij drugega dela. To je edina njegova knjiga. Hiša je bila njegov dom, atelje, imela je veličasten portik in notranje dvorišče. Dvorišče se odpira v baročni vrt.
V sosednjem ateljeju so on in njegovi učenci izdelali veliko del, po katerih je Rubens slaven. Da bi izpolnil vse zahteve in naročila iz Anglije, Francije, Španije in Bavarske in od drugod, je ustanovil dobro organizirano delavnico. Za večino opravljenega dela se je opiral na študente in sodelavce, sam pa je zagotavljal kakovost in pogosto sam dokončal slike. V ločenem zasebnem studiu je naredil risbe, portrete in majhne slike brez pomoči učencev in sodelavcev in urejal svojo korespondenco. Ohranjenih je 5000 pisem v nizozemščini, francoščini, latinščini in še posebej v italijanščini. Rubens je večino svojega življenja preživel v tej hiši in 30. maja 1640 je v njej tudi umrl. Njegova veličastna grobnica, ki jo je zasnoval njegov sodelavec in prijatelj Johann Bockhorst, je v bližnji cerkvi svetega Jakoba.
Poleg te hiše, ki je zdaj mestna muzejska hiša, je imel Rubens svoj sedež tudi v Steenu blizu Mechelena.

## Hiša po Rubensu
Rubens je preživel večino svojega življenja v tej stavbi. Po njegovi smrti je njegova žena Helena Fourment oddala zgradbo Williamu Cavendishu, 1. vojvodi Newcastla, in njegovi ženi, ki sta zaradi državljanske vojne zapustila domovino. Po Cavendishevi vrnitvi v Anglijo leta 1660 je bila stavba prodana.
Šele v 19. stoletju je mesto izkazalo spoštovanje svojemu najbolj znanemu državljanu. Leta 1843 je bil na Groenplaatsu na južni strani Liebfrauendoma postavljen kip v Rubensovo čast, delo kiparja Guillauma Geefsa. V Antwerpnu so leta 1877 praznovali Rubensov 300. rojstni dan. Njegov nekdanji dom in delovno mesto pa sta še vedno v zasebni lasti.
Mesto je kupilo hišo leta 1937 in po obsežni obnovi je bila Rubenshuis leta 1946 odprta za javnost. V sobah so namestili več deset Rubensovih slik in umetniških del in dela njegovih sodobnikov. Med njimi je njegovo zgodnje delo Adam in Eva (1600), v stari shrambi visi njegov najbolj znan avtoportret, ki je nastal, ko je bil star približno 50 let.
Vrt Rubensove hiše je bil urejen v letih 1993 in 2001. Te skrbne ukrepe, ki so jih opravili brez zanesljivega zgodovinskega vira, je Svet Evrope uvrstil v mrežo evropske vrtne dediščine.
Rubenianum, center, namenjen študiju Rubensa, je v stavbi na zadnji strani vrta.